# Adam Lewaszkiewicz
Adam Lewaszkiewicz (ur. 4 lipca 1935 w Łodzi, zm. w listopadzie 2024) – polski dziennikarz, redaktor naczelny „Expressu Ilustrowanego” (1983–1990).

## Życiorys
Uczył się w IX Liceum Ogólnokształcącym w Łodzi, gdzie działał organizacji Towarzystwo Antykomunistyczne i w nielegalnej organizacji „Sokoły” w latach 1949–1952. W okresie nauki został aresztowany przez Urząd Bezpieczeństwa i skazany przez Wojskowy Sąd Rejonowy w Łodzi na dwa lata więzienia. Na mocy amnestii zwolniony po roku. W 1953 był robotnikiem w Łódzkiej Fabryce Maszyn Jedwabniczych. W 1955 zdał eksternistycznie maturę przed komisją Wydziału Oświaty. W 1960 ukończył studia magisterskie na Wydziale Filologii Polskiej Uniwersytetu Łódzkiego. W latach 1960–1962 pracował jako nauczyciel. Od 1962 był dziennikarzem redakcji „Głosu Robotniczego”, gdzie pracował w dziale listów i interwencji, w dziale wojewódzkim, a następnie w miejskim oraz redagował rubrykę „Mały Głos”. Od 1973 był zastępcą redaktora naczelnego „Expressu Ilustrowanego”, a w latach 1983–1990 redaktorem naczelnym. Jako dziennikarz był organizatorem akcji i konkursów, w tym m.in. zbiórki funduszy dla sierot, zbiórki środków na odbudowę Zamku Królewskiego w Warszawie czy akcji „Szukamy skarbów na strychach”. Po 1990 pracował w Agencji Artystycznej „Arba”, „Głosie Porannym”, a od 1998 współpracował z tygodnikiem „Angora”.
Był członkiem Stowarzyszenia Dziennikarzy Polskich (1969–1990). W 2014 ukazały się jego wspomnienia, obejmujące zarówno okres okupacji, aresztowanie lata pracy w prasie.
Został pochowany w części rzymskokatolickiej Starego Cmentarza w Łodzi (kwatera 40 B, grób 30).

## Wyróżnienia
- Srebrny Krzyż Zasługi,
- Złoty Krzyż Zasługi,
- Nagroda I stopnia Prezesa RSW „Prasa-Książka-Ruch” (1987)[1].

## Publikacje
- Lewaszkiewicz A., Przez trzy epoki. Wspomnienia łódzkiego dziennikarza, Wydawnictwo Westa, 2014, ISBN 978-83-911497-3-7.